# Brandbu
Brandbu est un village de la commune de Gran en Norvège.